# Грэм, Лорен
Лорен Хелен Грэм (англ. Lauren Helen Graham, род. 16 марта 1967, Гонолулу, Гонолулу, США) — американская актриса, известная по главной роли в телесериале «Девочки Гилмор».

## Ранние годы
Лорен Хелен Грэм родилась в Гонолулу, Гавайи. Её отец, Лоренс Грэм, в честь которого собственно и назвали Лорен, был президентом конфетно-шоколадной ассоциации. Её мать Донна Грант была певицей и моделью и бросила мужа вместе с дочерью, когда той было пять лет. После развода родителей Лорен Грэм много путешествовала с отцом. В конце концов они обосновались в Виргинии, где Лорен пошла в начальную школу. Она училась в Старшей школе Лэнгли, затем окончила Барнард-колледж Колумбийского университета по специальности английской литературы. В 1992 году Лорен Грэм окончила Южный методистский университет по специальности актёрского мастерства.
После завершения образования Лорен Грэм переехала в Нью-Йорк. Ей пришлось работать официанткой в коктейль-баре. Лорен мечтала о карьере актрисы, и вскоре ей представился шанс — она выступила на чемпионате мира по футболу 1994 года в костюме собачки — талисмана чемпионата.

## Карьера
В 1995 году Лорен Грэм переехала в Голливуд, где снялась в нескольких провальных комедийных телесериалах. В период с 1996 по 1997 год Лорен Грэм всё чаще стала появляться в телесериалах и телешоу. К примеру, она играла в сериале «Третья планета от Солнца», «Каролина в большом городе» и в известном сериале «Закон и порядок».
Наиболее удачной оказалась роль в сериале «Радионовости», после которой Лорен Грэм пригласили играть главную роль в сериале «Девочки Гилмор». Именно после этой роли Лорен Грэм завоевала популярность и была номинирована в 2001 году на премию «Золотой Глобус» в категории лучшая телевизионная драматическая актриса. Лорен снималась в сериале «Девочки Гилмор» семь лет.
В кино Лорен Грэм снималась немного. Как правило это были второстепенные роли, и тем не менее, фильмы, в которых она снималась, были хитами. Это «Сладкий ноябрь» (2001) с участием Киану Ривза и Шарлиз Терон, «Плохой Санта» (2003) с Билли Боб Торнтоном, «Лицензия на измену» (2004), «Лысый нянька: Спецзадание» (2005) с Вином Дизелем и «Эван Всемогущий» (2007).

## Личная жизнь
С 2010 года Грэм состоит в отношениях с актёром Питером Краузе. Они познакомились в 1995 году, когда снимались в ситкоме «Кэролайн в большом городе», а затем стали парой, когда снимались в сериале «Родительство». Пара живёт в Лос-Анджелесе.

## Фильмография
| Год       |    | Русское название                           | Оригинальное название             | Роль                      |
| --------- | -- | ------------------------------------------ | --------------------------------- | ------------------------- |
| 1996      | с  | Третья планета от Солнца                   | 3rd Rock from the Sun             | Лори Харрис               |
| 1996      | с  |                                            | Good Company                      | Лиз Гибсон                |
| 1995—1996 | с  |                                            | Caroline in the City              | Шелли                     |
| 1996      | с  |                                            | Townies                           | Дэниз Гарибальди Кэллахан |
| 1997      | ф  | Ночное дежурство                           | Nightwatch                        | Мария                     |
| 1997      | с  | Закон и порядок                            | Law & Order                       | Лиза Ландсквит            |
| 1997      | с  | Сайнфелд                                   | Seinfeld                          | Валери                    |
| 1997      | с  |                                            | NewsRadio                         | Андреа                    |
| 1998      | ф  | Тест на любовь                             | Confessions of a Sexist Pig       | Трейси                    |
| 1998      | ф  | Истинные ценности                          | One True Thing                    | Джули                     |
| 1998      | с  |                                            | Conrad Bloom                      | Молли Дэвенпорт           |
| 1999      | ф  |                                            | Dill Scallion                     | Кристи Сью                |
| 2000      | с  |                                            | M.Y.O.B.                          | Мэри Браун                |
| 2001      | ф  | Сладкий ноябрь                             | Sweet November                    | Анжелика                  |
| 2001      | тф |                                            | Chasing Destiny                   | Джесси Джеймс             |
| 2002      | мс | Гриффины                                   | Family Guy                        | Мама Мэгги                |
| 2002      | ф  | Третий лишний                              | The Third Wheel                   | Женщина на вечеринке      |
| 2003      | ф  | Плохой Санта                               | Bad Santa                         | Сью                       |
| 2004      | ф  | Лицензия на измену                         | Seeing Other People               | Клэр                      |
| 2005      | ф  |                                            | Lucky 13                          | Эбби                      |
| 2005      | ф  |                                            | The Life Coach                    | доктор Сью Пегасус        |
| 2005      | ф  | Магнаты                                    | The Moguls                        | Пегги                     |
| 2005      | ф  | Лысый нянька: Спецзадание                  | The Pacifier                      | Клэр Флетчер              |
| 2005      | ф  | Гном                                       | Gnome                             | Аманда                    |
| 2006      | с  | Студия 60 на Сансет-Стрип                  | Studio 60 on the Sunset Strip     | Studio 60 Host            |
| 2007      | ф  | Потому что я так хочу                      | Because I Said So                 | Мэгги                     |
| 2000—2007 | с  | Девочки Гилмор                             | Gilmore Girls                     | Лорелай Гилмор            |
| 2007      | ф  | Эван Всемогущий                            | Evan Almighty                     | Джоан Бакстер             |
| 2008      | ф  | Птицы Америки                              | Birds of America                  | Бэтти Тэнегер             |
| 2008      | ф  | Проблеск гениальности                      | Flash of Genius                   | Филлис Кернс              |
| 2009      | тф |                                            | The Bridget Show                  | Бриджет О'Ши              |
| 2009      | ф  | Человек, который всё знал                  | Arlen Faber                       | Элизабет                  |
| 2009      | мф | Облачно, возможны осадки в виде фрикаделек | Cloudy with a Chance of Meatballs | мать Флинта               |
| 2010      | ф  | Это очень забавная история                 | It's Kind of a Funny Story        | Линн                      |
| 2010—2015 | с  | Родители                                   | Parenthood                        | Сара Брэйвермен           |
| 2014      | ф  | Это, блин, рождественское чудо             | Merry Friggin' Christmas          | Луанн Митчлер             |